# Доповнення графа

Граф Петерсена (ліворуч) і його доповнення (праворуч)

В теорії графів, доповнення або обернений до графа G — граф H на тих самих вершинах, поєднаних ребрами тоді і тільки тоді, коли вони несуміжні в G. Тобто, для побудови доповнення графа, потрібно додати всі ребра, необхідні для отримання повного графа і видалити всі ребра, які були присутні до того. Однак, це не доповнення множини графа; доповнені тільки ребра.

## Формальна побудова
Нехай G = (V, E) буде простим графом і нехай K складається з усіх 2-елементних підмножин V. Тоді H = (V, K \ E) — доповнення G.

## Застосування і приклади
Декілька концепцій теорії графів стосуються одна одної через доповнення графів:
- Доповнення безреберного графа це повний граф і навпаки.
- Незалежна множина в графі це кліка в доповненні графа і навпаки.
- Доповнення будь-якого графа без трикутників це граф без кігтів.
- Самодоповняльний граф це граф, який ізоморфний до свого доповнення.
- Кографи визначені як графи, які можна утворити з диз'юнктного об'єднання і операцій доповнення, і які формують сім'ю самодоповнювальних графів: доповненням будь-якого кографа є інший (можливо, відмінний від початкового) кограф.